# Ad Gentes
Ad Gentes (с лат. — «К народам») — декрет Второго Ватиканского собора Католической церкви. Полное название — Декрет о миссионерской деятельности Церкви «Ad Gentes». Утверждён папой Павлом VI 18 ноября 1965 года, после того как он был одобрен на соборе. За финальный вариант документа высказалось 2 394 участников собора, против — 5. Своё название получила по принятой в католицизме практике по своим двум первым словам.
Декрет Ad Gentes — один из девяти декретов Второго Ватиканского собора. Он посвящён миссионерскому служению в Церкви.

## Структура
Декрет состоит из 41 статей, объединённых в 7 глав:
1. Вступление (статья 1)
2. О вероучительных принципах (статьи 2-9)
3. О самом миссионерском деле  (статьи 10-18)
  1. О христианском свидетельстве (статьи 11-12)
  2. О проповеди Евангелия и о собирании Hapодa Божия (статьи 13-14)
  3. Об образовании христианской общины (статьи 15-18)
4. Об отдельных Церквах (статьи 19-22)
5. О миссионерах (статьи 23-27)
6. Об организации миссионерской деятельности (статьи 28-34)
7. О сотрудничестве (статьи 35-41)

## Содержание
Декрет подчёркивает, что миссионерская деятельность по возвещению Евангелия всем народам заложена в природу самой Церкви. Церковь, повинуясь заповеди своего Основателя, обязана проповедовать Слово Божие по всей Земле, так же как это делали апостолы и их последователи.
Текст декрета призывает миссионеров уважать национальные и культурные ценности народов в той мере, в какой они не противоречат евангельским принципам и «с радостью и уважением вскрывать заложенные в них семена Слова». Декрет побуждает участников миссионерской деятельности к сотрудничеству с различными организациями, включая нехристианские, ведущими деятельность направленную на улучшение условий жизни людей.
Декрет предписывает обязательность катехумената для новообращённых. Миссионеры призываются способствовать не только одиночным обращениям, но и созданию крепких церковных общин, укреплению местных монашеских традиций, подготовке катехизаторов и поиску призваний к священству из числа местных верных.
Декрет Ad Gentes также описывает основные принципы подготовки миссионеров и качества, которыми должен обладать миссионер ведущий деятельность в нехристианском окружении. Подчёркивается, что миссионерская деятельность должна быть строго организована в рамках церковной иерархии. Запрещается использовать при обращении в христианство неподобающие методы.
Церковь строго запрещает принуждать, привлекать или приманивать к вере кого бы то ни было, применяя при этом неподобающие средства; с другой стороны, она решительно отстаивает право каждого человека на то, чтобы его не отвращали от веры посредством угроз и несправедливых притеснений.